# USS LST-411
O USS LST-411 foi um navio de guerra norte-americano da classe LST que operou durante a Segunda Guerra Mundial.